# Walter Renner (Sportwissenschaftler)
Walter Renner (* 28. Januar 1936; † 28. Dezember 2015) war ein deutscher Sportwissenschaftler und Hochschullehrer.

## Leben
Renner studierte an der Deutschen Hochschule für Körperkultur (DHfK) in Leipzig und schloss dort 1970 auch seine Doktorarbeit mit dem Thema „Untersuchungen zur Anwendung von Trainingsmethoden und -mitteln sowie zur Leistungsbewertung im Schulschwimmunterricht“ ab. 1984 folgte ebenfalls an der DHfK der Abschluss seiner Promotion B, der Titel seiner Schrift lautete „Vergleichende Analyse der Ausbildungsdokumente zur Trainerausbildung in ausgewählten sozialistischen Ländern unter besonderer Berücksichtigung der Ausbildung im Sportschwimmen“. Renner war ab 1984 an der DHfK Hochschuldozent für Theorie und Methodik des Schwimmens und nach der Auflösung der Hochschule anschließend in derselben Tätigkeit an der Sportwissenschaftlichen Fakultät der Universität Leipzig tätig.
Er befasste sich sportwissenschaftlich unter anderem mit dem Schulschwimmunterricht, der Nachwuchsförderung im Schwimmsport sowie der Trainerausbildung. 1988 gehörte er zu den Verfassern des Lehrbuches „Schwimmen: Anleitung für den Übungsleiter“.
Von 1985 bis 2001 hatte Renner das Amt des Vereinsvorsitzenden der HSG DHfK Leipzig inne.